# رملي طالب
رملي بن نجاه طالب (الملايوية: رملي بن ڠه طالب) (مواليد 16 مارس 1941) هو سياسي ومحامي ماليزي يشغل منصب الحاكم التاسع لبينانق منذ 1 مايو 2025. شغل منصب مينتري بيسار الثامن لبيرق من مارس 1982 حتى ديسمبر 1999 ورئيس ديوان راقيات من نوفمبر 2004 حتى فبراير 2008. وهو عضو في المنظمة الوطنية الماليزية المتحدة، وهو حزب مكون من ائتلاف الجبهة الوطنية.